# 汉齐尔
汉齐尔（英語：Khanzir；阿拉伯语：‎；波斯語：‎），也称狠贼尔或狠宰拉，在阿拉伯语中表“猪”之意，在波斯语及普什图语等语言中也借来表示“猪”。在中国的回民当中，也会使用“大肉”来称呼猪肉，猪有时则还会使用“黑牲口”来称呼，作为属相的“猪”则会使用“属黑”或者“属亥”等用语来避讳。

## 阿富汗的汉齐尔
在阿富汗喀布尔动物园中展览的一头从中国进口的猪被命名为了“汉齐尔”。伊斯兰教《可蘭經》嚴禁食用豬肉，故穆斯林占主导地位的阿富汗，售卖猪肉的行为被严令禁止，这使得汉齐尔作为阿富汗境内唯一的一头猪而闻名世界。
2002年，汉齐尔从中国被送往喀布尔动物园。起初它与另一头猪结伴而来，並生下一群小猪，但由于园方管理员疏忽，同是中国赠送的熊进入饲养栏内杀死所有小猪。待园方赶到时母猪已经重伤，不久后死去。
2009年5月，汉齐尔接受隔离检疫，并被关入独居禁闭室。其“阿富汗唯一一头猪”之特殊地位一度吸引了国际关注。由于彼时正值猪流感大爆发，此举可能是因为怀疑其有传播猪流感风险的参观者不在少数。对此，动物园负责人阿齐兹·古勒·萨吉布（Aziz Gul Saqib）称汉齐尔实际上“身强体壮”，并表示“隔离仅是因为阿富汗国民在猪流感方面知识匮乏，故担心他们见到猪会担心自己患病”。两个月后，汉齐尔被释放。
萨吉布称动物园希望为汉齐尔觅得一个雌性伴侣，但他同时也承认了此举“在此时非常危险且难以执行”。